# Rhogasella lineata
Rhogasella lineata är en stekelart som beskrevs av Baker 1917. Rhogasella lineata ingår i släktet Rhogasella och familjen bracksteklar. Inga underarter finns listade i Catalogue of Life.